# 罗德尤
罗德尤是巴西圣卡塔琳娜州的一个市镇。总面积130.942平方公里，总人口10773人，人口密度82.3人/平方公里。